# Зв'язок зі смартфоном
Зв'язок зі смартфоном, раніше Ваш телефон — програма, розроблена Microsoft для Windows, для підключення ПК на Windows 10 та Windows 11 до пристроїв на Android та iOS. Вона дозволяє комп’ютеру з Windows отримувати доступ до 2000 останніх фотографій на підключеному телефоні, надсилати SMS-повідомлення та здійснювати телефонні дзвінки. Як частина оновлення Windows 10 October 2018 Update (1809) замінює застарілу програму Phone Companion. Phone Link також можна використовувати для віддзеркалення екрана пристрою Android; однак ця функція зараз є у бета-версії та доступний лише на певних пристроях зі службою Link to Windows. Додаток також має функцію копіювання та вставки на різних пристроях, що дозволяє користувачам надсилати скопійований текст і зображення на пристрої Android і Windows і з них за допомогою тих самих ярликів копіювання та вставлення на кожному пристрої.

## Історія
26 травня 2015 року Microsoft анонсувала програму Phone Companion для підключення ПК з Windows 10 до Windows Phone, Android та iPhone. 
На заході Build 2018 7 травня 2018 року Microsoft представила програму Ваш телефон, яка дозволяла користувачам використовувати свої ПК, щоб переглядати останні фотографії на своїх телефонах і надсилати SMS-повідомлення.
Під час презентації Samsung Galaxy Note 10 Microsoft попередньо продемонструвала додаткову функцію «Ваш телефон», яка дозволяє отримувати телефонні дзвінки безпосередньо на ПК через Bluetooth. Ця функція стала доступною для всіх телефонів Android 20 лютого 2020 року.
31 березня 2022 року Microsoft змінила назву програми з «Ваш телефон» на «Зв'язок зі смартфоном» та оновила інтерфейс користувача. Водночас мобільний застосунок «Your Phone Companion» було перейменовано на «Підключення Windows» (англ. Link to Windows).
27 квітня 2023 року Microsoft почала розгортати підтримку для iPhone.